# Bombus beaticola
Bombus beaticola är en biart som först beskrevs av Borek Tkalcu 1968. Den ingår i släktet humlor och familjen långtungebin. Inga underarter finns listade i Catalogue of Life.

## Beskrivning
Huvud, mellankroppens ryggsida och benen är mörka, medan tergit 1 har en blandning av ljusa och mörka hår, tergit 2 är vitgul utom de yttre delarna av bakkanten som är mörka, tergit 3, 4 och främre delen av tergit 5 är mörka och den bakre delen av tergit 5 blekorange. Det finns en geografisk form (vissa auktoriteter betraktar den som en underart under namnet Bombus beaticola shikotanensis) som är betydligt ljusare på tergit 4 och främre delen av tergit 5. Humlan är korttungad.

## Ekologi
Humlan förekommer framför allt i den subalpina zonen, men kan även gå upp till rent alpina habitat; på Norikura, en troligen aktiv vulkan på Honshu, har den påträffats på höjder mellan 1 920 och 2 790 meters höjd. Den är en polylektisk art, det vill säga den flyger till värdväxter från många familjer, som korgblommiga växter, kransblommiga växter, ranunkelväxter, rosväxter, havtornsväxter, dunörtsväxter, ljungväxter, blågullsväxter, snyltrotsväxter, kaprifolväxter, klockväxter, sparrisväxter och irisväxter. Arbetarna kommer fram i maj, nya drottningar tidigt i juli, och kolonin varar till slutet av augusti.

## Utbredning
Arten förekommer i nordöstra Ryssland (Kurilerna) och centrala Japan.

### Bokkälla
- Kato, Makoto; Matsumoto, Masamichi; Kato, Tôru (1993). ”Flowering Phenology and Anthophilous Insect Community in the Cool-Temperate Subalpine Forests and Meadows at Mt. Kushigata in the Central Part of Japan” (på engelska) (PDF, 5,95 Mb). Contributions from the Biological Laboratory, Kyoto University (Kyotouniversitetet) 28 (2). https://repository.kulib.kyoto-u.ac.jp/dspace/bitstream/2433/156107/1/cbl02802_119.pdf. Läst 3 september 2024.